# 小行星7948
小行星7948（英語：7948 Whitaker）是一颗围绕太阳公转的小行星。1992年4月24日，太空监视在基特峰发现了此天体。
这颗小行星的绝对星等为306.44761等。